# Wereldkampioenschap superbike van Monza 2011
Het wereldkampioenschap superbike van Monza 2011 was de vierde ronde van het wereldkampioenschap superbike en het wereldkampioenschap Supersport 2011. De races werden verreden op 8 mei 2011 op het Autodromo Nazionale Monza nabij Monza, Italië.

## Superbike

### Race 1
| Pos | Nr  | Rijder           | Constructeur | Rondes | Tijd         | Grid | Punten |
| --- | --- | ---------------- | ------------ | ------ | ------------ | ---- | ------ |
| 1   | 58  | Eugene Laverty   | Yamaha       | 18     | 31:09.584    | 2    | 25     |
| 2   | 1   | Max Biaggi       | Aprilia      | 18     | +1.575       | 1    | 20     |
| 3   | 91  | Leon Haslam      | BMW          | 18     | +3.078       | 6    | 16     |
| 4   | 33  | Marco Melandri   | Yamaha       | 18     | +3.255       | 5    | 13     |
| 5   | 84  | Michel Fabrizio  | Suzuki       | 18     | +11.812      | 7    | 11     |
| 6   | 4   | Jonathan Rea     | Honda        | 18     | +12.371      | 3    | 10     |
| 7   | 11  | Troy Corser      | BMW          | 18     | +13.280      | 4    | 9      |
| 8   | 2   | Leon Camier      | Aprilia      | 18     | +17.419      | 10   | 8      |
| 9   | 7   | Carlos Checa     | Ducati       | 18     | +17.569      | 11   | 7      |
| 10  | 96  | Jakub Smrž       | Ducati       | 18     | +18.420      | 15   | 6      |
| 11  | 86  | Ayrton Badovini  | BMW          | 18     | +20.031      | 9    | 5      |
| 12  | 50  | Sylvain Guintoli | Ducati       | 18     | +20.405      | 12   | 4      |
| 13  | 66  | Tom Sykes        | Kawasaki     | 18     | +26.693      | 14   | 3      |
| 14  | 121 | Maxime Berger    | Ducati       | 18     | +38.429      | 16   | 2      |
| 15  | 111 | Rubén Xaus       | Honda        | 18     | +40.164      | 17   | 1      |
| 16  | 41  | Noriyuki Haga    | Aprilia      | 18     | +49.081      | 8    |        |
| 17  | 8   | Mark Aitchison   | Kawasaki     | 18     | +57.930      | 20   |        |
| 18  | 32  | Fabrizio Lai     | Honda        | 18     | +1:03.039    | 21   |        |
| DNF | 17  | Joan Lascorz     | Kawasaki     | 9      | Ongeluk      | 13   |        |
| DNF | 44  | Roberto Rolfo    | Kawasaki     | 6      | Uitgevallen  | 18   |        |
| DNS | 52  | James Toseland   | BMW          | 0      | Niet gestart | 19   |        |
| DNS | 77  | Chris Vermeulen  | Kawasaki     | 0      | Niet gestart | 22   |        |

### Race 2
| Pos | Nr  | Rijder           | Constructeur | Rondes | Tijd         | Grid | Punten |
| --- | --- | ---------------- | ------------ | ------ | ------------ | ---- | ------ |
| 1   | 58  | Eugene Laverty   | Yamaha       | 18     | 31:19.948    | 2    | 25     |
| 2   | 33  | Marco Melandri   | Yamaha       | 18     | +0.327       | 5    | 20     |
| 3   | 84  | Michel Fabrizio  | Suzuki       | 18     | +2.466       | 7    | 16     |
| 4   | 41  | Noriyuki Haga    | Aprilia      | 18     | +2.583       | 8    | 13     |
| 5   | 11  | Troy Corser      | BMW          | 18     | +4.502       | 4    | 11     |
| 6   | 86  | Ayrton Badovini  | BMW          | 18     | +10.865      | 9    | 10     |
| 7   | 50  | Sylvain Guintoli | Ducati       | 18     | +11.038      | 12   | 9      |
| 8   | 1   | Max Biaggi       | Aprilia      | 18     | +18.724      | 1    | 8      |
| 9   | 17  | Joan Lascorz     | Kawasaki     | 18     | +20.093      | 13   | 7      |
| 10  | 7   | Carlos Checa     | Ducati       | 18     | +20.376      | 11   | 6      |
| 11  | 66  | Tom Sykes        | Kawasaki     | 18     | +21.111      | 14   | 5      |
| 12  | 111 | Rubén Xaus       | Honda        | 18     | +28.608      | 17   | 4      |
| 13  | 44  | Roberto Rolfo    | Kawasaki     | 18     | +33.459      | 18   | 3      |
| 14  | 8   | Mark Aitchison   | Kawasaki     | 18     | +42.810      | 20   | 2      |
| 15  | 32  | Fabrizio Lai     | Honda        | 18     | +55.759      | 21   | 1      |
| DNF | 121 | Maxime Berger    | Ducati       | 13     | Uitgevallen  | 16   |        |
| DNF | 2   | Leon Camier      | Aprilia      | 7      | Ongeluk      | 10   |        |
| DNF | 96  | Jakub Smrž       | Ducati       | 0      | Ongeluk      | 15   |        |
| DNF | 91  | Leon Haslam      | BMW          | 0      | Ongeluk      | 6    |        |
| DNF | 4   | Jonathan Rea     | Honda        | 0      | Ongeluk      | 3    |        |
| DNS | 52  | James Toseland   | BMW          | 0      | Niet gestart | 19   |        |
| DNS | 77  | Chris Vermeulen  | Kawasaki     | 0      | Niet gestart | 22   |        |

## Supersport
Ondřej Ježek werd gediskwalificeerd omdat zijn motorfiets niet aan de technische reglementen voldeed.
| Pos | Nr  | Rijder             | Constructeur | Rondes | Tijd              | Grid | Punten |
| --- | --- | ------------------ | ------------ | ------ | ----------------- | ---- | ------ |
| 1   | 7   | Chaz Davies        | Yamaha       | 16     | 29:05.363         | 1    | 25     |
| 2   | 9   | Luca Scassa        | Yamaha       | 16     | +4.734            | 6    | 20     |
| 3   | 99  | Fabien Foret       | Honda        | 16     | +7.977            | 4    | 16     |
| 4   | 23  | Broc Parkes        | Kawasaki     | 16     | +19.246           | 3    | 13     |
| 5   | 11  | Sam Lowes          | Honda        | 16     | +19.882           | 2    | 11     |
| 6   | 22  | Roberto Tamburini  | Yamaha       | 16     | +20.148           | 5    | 10     |
| 7   | 21  | Florian Marino     | Honda        | 16     | +21.090           | 7    | 9      |
| 8   | 44  | David Salom        | Kawasaki     | 16     | +31.595           | 14   | 8      |
| 9   | 55  | Massimo Roccoli    | Kawasaki     | 16     | +31.599           | 10   | 7      |
| 10  | 127 | Robbin Harms       | Honda        | 16     | +35.406           | 12   | 6      |
| 11  | 91  | Danilo Dell'Omo    | Triumph      | 16     | +35.564           | 16   | 5      |
| 12  | 32  | Mirko Giansanti    | Kawasaki     | 16     | +35.946           | 13   | 4      |
| 13  | 25  | Marko Jerman       | Triumph      | 16     | +1:00.245         | 25   | 3      |
| 14  | 38  | Balázs Németh      | Honda        | 16     | +1:00.256         | 22   | 2      |
| 15  | 87  | Luca Marconi       | Yamaha       | 16     | +1:00.528         | 21   | 1      |
| 16  | 77  | James Ellison      | Honda        | 16     | +1:03.395         | 8    |        |
| 17  | 34  | Ronan Quarmby      | Triumph      | 16     | +1:12.021         | 26   |        |
| 18  | 19  | Mitchell Pirotta   | Honda        | 16     | +1:17.015         | 27   |        |
| 19  | 5   | Alexander Lundh    | Honda        | 16     | +1:37.501         | 20   |        |
| 20  | 33  | Yves Polzer        | Yamaha       | 16     | +1:45.103         | 28   |        |
| 21  | 24  | Eduard Blokhin     | Yamaha       | 15     | +1 ronde          | 31   |        |
| 22  | 30  | Valery Yurchenko   | Yamaha       | 15     | +1 ronde          | 30   |        |
| 23  | 80  | Giovanni Altomonte | Honda        | 15     | +1 ronde          | 29   |        |
| DNF | 60  | Vladimir Ivanov    | Honda        | 15     | Ongeluk           | 18   |        |
| DNF | 31  | Vittorio Iannuzzo  | Kawasaki     | 15     | Ongeluk           | 19   |        |
| DNF | 95  | Robert Mureșan     | Honda        | 14     | Uitgevallen       | 24   |        |
| DNF | 4   | Gino Rea           | Honda        | 9      | Ongeluk           | 9    |        |
| DNF | 117 | Miguel Praia       | Honda        | 8      | Ongeluk           | 11   |        |
| DNF | 73  | Oleg Pozdneev      | Yamaha       | 8      | Uitgevallen       | 32   |        |
| DNF | 28  | Paweł Szkopek      | Honda        | 7      | Uitgevallen       | 23   |        |
| DNF | 10  | Imre Tóth          | Honda        | 4      | Uitgevallen       | 17   |        |
| DSQ | 69  | Ondřej Ježek       | Honda        | 16     | Gediskwalificeerd | 15   |        |

## Tussenstanden na wedstrijd

### Superbike
| Pos | Nr | Rijder         | Team    | Punten |
| --- | -- | -------------- | ------- | ------ |
| 1   | 7  | Carlos Checa   | Ducati  | 145    |
| 2   | 33 | Marco Melandri | Yamaha  | 118    |
| 3   | 1  | Max Biaggi     | Aprilia | 117    |
| 4   | 4  | Jonathan Rea   | Honda   | 89     |
| 5   | 58 | Eugene Laverty | Yamaha  | 85     |

### Supersport
| Pos | Nr  | Rijder       | Team     | Punten |
| --- | --- | ------------ | -------- | ------ |
| 1   | 7   | Chaz Davies  | Yamaha   | 70     |
| 2   | 9   | Luca Scassa  | Yamaha   | 70     |
| 3   | 23  | Broc Parkes  | Kawasaki | 60     |
| 4   | 127 | Robbin Harms | Honda    | 43     |
| 5   | 44  | David Salom  | Kawasaki | 42     |

1990 · 1992 · 1993 · 1995 · 1996 · 1997 · 1998 · 1999 · 2000 · 2001 · 2002 · 2003 · 2004 · 2005 · 2006 · 2007 · 2008 · 2009 · 2010 · 2011 · 2012 · 2013